# 쿠소
쿠소는 동아시아에서 일반적으로 모든 유형의 캠프와 패러디를 포함하는 인터넷 문화를 가리키는 용어다. 일본어에서 쿠소(糞, くそ, クソ)는 일반적으로 영어로 fuck, shit, damn, bullshit(쿠소와 shit 모두 대변을 의미함)과 같은 저주어로 번역되는 단어이며, 종종 감탄사로 사용된다. 또한 터무니없는 일이나 품질이 낮은 물건을 묘사하는데도 사용된다. 쿠소의 이러한 사용은 2000년대 일본 웹사이트를 자주 방문하는 젊은이들에 의해 퍼졌다.

## 같이 보기
- 인터넷 밈
- 인터넷 속어
- 일본의 휴대전화 문화
- 트롤 (인터넷)
- B급 영화